# Barbula tisserantii
Barbula tisserantii är en bladmossart som beskrevs av Potier de la Varde 1937. Barbula tisserantii ingår i släktet neonmossor, och familjen Pottiaceae. Inga underarter finns listade i Catalogue of Life.